# Gabriela Satková
Gabriela Satková (Brno, 2 de diciembre de 2001) es una deportista checa que compite en piragüismo en la modalidad de eslalon. Su hermana Martina compite en el mismo deporte.
Ganó cinco medallas en el Campeonato Mundial de Piragüismo en Eslalon entre los años 2018 y 2023, y ocho medallas en el Campeonato Europeo de Piragüismo en Eslalon entre los años 2020 y 2025.
En los Juegos Europeos de Cracovia 2023 consiguió una medalla de oro en la prueba de C1 por equipos. Participó en los Juegos Olímpicos de París 2024, ocupando el séptimo lugar en la prueba de C1 individual.

## Palmarés internacional
| Campeonato Mundial | Campeonato Mundial             | Campeonato Mundial | Campeonato Mundial |
| Año                | Lugar                          | Medalla            | Competición        |
| ------------------ | ------------------------------ | ------------------ | ------------------ |
| 2018               | Río de Janeiro (Brasil)        | Medalla de plata   | C1 por equipos     |
| 2021               | Bratislava (Eslovaquia)        | Medalla de oro     | C1 por equipos     |
| 2021               | Bratislava (Eslovaquia)        | Medalla de bronce  | C1 individual      |
| 2022               | Augsburgo (Alemania)           | Medalla de oro     | C1 por equipos     |
| 2023               | Londres (Reino Unido)          | Medalla de plata   | C1 por equipos     |
| Juegos Europeos    |                                |                    |                    |
| Año                | Lugar                          | Medalla            | Competición        |
| 2023               | Cracovia (Polonia)             | Medalla de oro     | C1 por equipos     |
| Campeonato Europeo |                                |                    |                    |
| Año                | Lugar                          | Medalla            | Competición        |
| 2020               | Praga (República Checa)        | Medalla de oro     | C1 individual      |
| 2020               | Praga (República Checa)        | Medalla de oro     | C1 por equipos     |
| 2022               | Liptovský Mikuláš (Eslovaquia) | Medalla de bronce  | C1 por equipos     |
| 2024               | Tacen (Eslovenia)              | Medalla de oro     | C1 por equipos     |
| 2024               | Tacen (Eslovenia)              | Medalla de plata   | C1 individual      |
| 2025               | Vaires-sur-Marne (Francia)     | Medalla de oro     | K1 por equipos     |
| 2025               | Vaires-sur-Marne (Francia)     | Medalla de oro     | C1 por equipos     |
| 2025               | Vaires-sur-Marne (Francia)     | Medalla de plata   | K1 individual      |